# 12834 Bomben
12834 Bomben (1997 CB13) là một tiểu hành tinh vành đai chính được phát hiện ngày 4 tháng 2 năm 1997 bởi Spacewatch ở Kitt Peak.